# M. Emmet Walsh
Michael Emmet Walsh (Ogdensburg, 22 de março de 1935 – Vermont, 19 de março de 2024) foi um ator estadunidense. Ganhou destaque em filmes de sucesso como Straight Time de 1978 e no filme cult Blade Runner de 1982. Foi vencedor em 1986 de um Independent Spirit Awards como melhor ator pelo filme Blood Simple de 1984. Fez participação em séries como Home Improvement como o pai de Tim Allen e também no filme de natal Christmas with the Kranks de 2004, dentre muitos outros.

## Morte
Walsh morreu em 19 de março de 2024, aos 88 anos, em Vermont.

## Filmografia
- Alice's Restaurant (1969) – Group W Sergeant
- Midnight Cowboy (1969) – Bus Passenger
- Little Big Man (1970) – Shotgun Guard
- Escape from the Planet of the Apes (1971) – Aide to General Winthrop
- What's Up, Doc? (1972) – Arresting Officer
- Get to Know Your Rabbit (1972) – Mr. Wendel
- Kid Blue (1973) – Jonesy
- Serpico (1973) – Chief Ghallagher
- Doctor Dan (1974) – Mr. Wallace
- The Prisoner of Second Avenue (1975) - Porteiro
- At Long Last Love (1975) – Harold
- Crime Club (1975) – Lt. Jack Doyle
- The Invasion of Johnson County (1976) – Irvine
- Mikey and Nicky (1976) – Bus Driver
- Slap Shot (1976) – Dickie Dunn
- Airport '77 (1977) – Dr. Williams
- A Question of Guilt (1978) – McCarthy
- Straight Time (1978) – Earl Frank
- Dear Detective (1979) – Capt. Gorcey
- The Fish That Saved Pittsburgh (1979) – Wally Cantrell
- The Jerk (1979) – Madman
- Brubaker (1980) – C.P. Woodward
- Raise the Titanic! (1980) – Master Chief Walker
- Ordinary People (1980) – Coach Salan
- Black Roads (1981) – Arthur
- Reds (1981) – Speaker at Liberal Club
- Cannery Row (1982) – Mack
- The Escape Artist (1982) – Fritz
- Blade Runner (1982) – Bryant
- Fast-Walking (1983) – Sergeant Sanger
- Silkwood (1983) – Walt Yarborough
- Courage (1984) – Colonel Crouse
- Grandview, U.S.A. (1984) – Mr. Clark
- The Pope of Greenwich Village (1984) – Burns
- Blood Simple (1984) – Loren Visser
- Missing in Action (1984) – Tuck
- Fletch (1985) – Dr. Joseph Dolan
- Wildcats (1986) – Walt Coes
- Critters (1986) – Harv
- The Best of Times (1986) – Charlie
- Back to School (1986) – Treinador Turnbull
- Harry and the Hendersons (1987) – George Henderson Sr
- No Man's Land (1987) – Capt. Haun
- Raising Arizona (1987) – Machine Shop Ear-Bender
- Murder Ordained (1987) - Vern Humphrey
- Clean and Sober (1988) – Richard Dirks
- War Party (1988) – Colin Ditwelier
- Red Scorpion (1989) – Dewey Furguson
- The Mighty Quinn (1989) - Fred Miller
- Catch Me ...If You Can (1989) – Johnny Phatmun
- Chattahoochee (1989) – Morris
- Thunderground (1989) - Wedge
- Love and Lies (1990) – Clyde Wilson
- The Flash (1990) – Henry Allen
- Narrow Margin (1990) – Sergeant Dominick Benti
- Fourth Story (1991) – Harry
- Silverfox (1991) – Charles Blankenship
- The Naked Truth (1992) – Garcia
- Killer Image (1992) – Senator John Kane
- White Sands (1992) – Bert Gibson
- Equinox (1992) – Pete Petosa
- Bitter Harvest (1993) – Sheriff Bob
- The Music of Chance (1993) – Caretaker Calvin Murks
- Relative Fear (1994) – Earl Ladelle
- Camp Nowhere (1994) – T.R. Polk
- The Glass Shield (1994) – Hal
- Cops & Robbersons (1994)
- Criminal Hearts (1995) – Martin
- Dead Badge (1995) – Sgt. Miller Hoskins
- Free Willy 2: The Adventure Home (1995) – Bill Wilcox
- Panther (1995) – Dorsett
- The Killing Jar (1996) – Sheriff Foley
- Portraits of a Killer (1996) – Raymond Garrison
- Albino Alligator (1996) – Dino
- A Time to Kill (1996) - Dr. Bass
- William Shakespeare's Romeo + Juliet (1996) – Apothecary
- Retroactive (1997) – Sam
- My Best Friend's Wedding (1997) – Joe O'Neal
- Twilight (1998) – Lester Ivar
- Erasable You (1998) – Ralph Worth
- Nightmare in Big Sky Country (1998) – Marshal Phillips
- Wild Wild West (1999) – Coleman
- The Iron Giant (1999) – Earl Stutz (voz)
- Monster! (1999) - Lloyd
- Eyeball Eddie (2000) – Coach Cook
- Poor White Trash (2000) – Judge Pike
- Jack of Hearts (2000) – Menlo Boyce
- Christmas in the Clouds (2001) – Stu O'Malley
- Snow Dogs (2002) – George Murphy
- Baggage (2003) – Sandy Westphall
- Greener Mountains (2004) – Muggs
- Christmas with the Kranks (2004) – Walt Scheel
- Racing Stripes (2005) – Woodzie
- Man in the Chair (2007) – Mickey Hopkins
- Big Stan (2007) – Lew Popper
- Sherman's Way (2008) – Hoyt
- Chasing 3000 (2008) – Chuck Ireland
- Your Name Here (2008) – Kroger
- Haunted Echoes (2008) – Neil
- Don McKay (2009) – Samuel
- The Assignment (2010) – Mr. Beudreaux
- Youth in Revolt (2010) – Mr. Saunders
- The Raven (2012) - Geselbracht
- Knives Out (2019)
- Outlaw Posse (2024)